# ميلو رامبالدي
ميلو جكمو رامبالدي هو شخصية خيالية من المسلسل التلفزيوني الأمريكي إيلياس. أعمال رامبالدي، غالبا تسبق عصره بقرون ومرتبطة بنبوءات، لعبت قصة وأعمال رامبالدي دوراً مركزياً في المسلسل.
سميت الشخصية تبعاً لاكرلو رامبالدي، المبتدع والمنفذ لكثير من الخدع الخاصّة لأفلام الخيال العلمي (Sci-Fi). (رامبالدي) ربح جائزة أوسكار عام 1983 في المؤثرات الخاصة عن فيلم (إي.تي.).
بحوث رامبالدي التكنولوجية منشودة من عدد كبير من الحكومات ومنظمات احتيالية في المسلسل. أرفين سلون مهووس بجمع أعمال رامبالدي وكشف أسرارها.
الشخصية استقت موضوعها بإلهام من كل من ليوناردو دا فينشي ونوستراداموس. أعمال رامبالدي الفنية، المشفرة برموز، هي مرجع مباشر لطريقة دا فينشي في أعماله. خلف كواليس المسلسل كان كاتب المسلسل يشير إلى رامبالدي في نكاته باسم «نوسترافينشي» – جمعاً بين نوستراداموس ودا فينشي.
لايبدو أن هناك حدوداً لعبقرية رامبالدي، لكونه كفؤاً في علم الحركة، إطالة العمر، هندسة البروتينات، الرياضيات، علم التشفير وعلم الخرائط. يقال أن رامبالدي سبق عصر المعلومات الإلكترونية. هو من اخترع لغة تشفير عام 1489، رموز تقنيات فك الشفرة، ورسم تصاميم أولية لجهاز اتصال صوتي محمول لنموذج أولي أظهر خواص كالتي في الترانزستور.
قصة رامبالدي، التي سيطرت على أحداث الجزئين الأول والثاني من المسلسل وانكشفت بشكل كبير في النصف الثاني من الجزء الثالث للمسلسل، لم تتواجد بشكل فعلي في أحداث الحلقات الأولى من الجزء الرابع من المسلسل لكنها بقيت مخبأة في داخل الأحداث كخلفية لأحداث المسلسل، وكما وعد مبتدع العمل ج.ج. أبرامز، عادت إلى الظهور بشكل جلي في أحداث الحلقات التابعة من نفس الجزء. رامبالدي بقي يظهر كشكل أساسي في أحداث المسلسل حتى نهايته.

## سيرة حياة رامبالدي
رامبالدي (1444-1496)، هو عالم عبقري وفنان وكيميائي ومهندس معماري وباطني من عصر النهضة خدم ككبير المهندسين للبابا إسكندر السادس.
بحسب القصة التخيلية لإيلياس، ولد رامبالدي في بارما، وتعلم على يد رهبان ليليين وعمل كطالب في الفنون حتى عامه الـ 12. في عامه الـ 18 وخلال رحلاته إلى روما تم تقديمه إلى الكاردينال روديريك وتم الاحتفاظ به خصوصياً كمهندس معماري ومستشار ومتنبيء، عندما أصبح روديريك بورجا هو البابا عام 1492.
كتاباته ومخططاته كتبت بلغات عدة من الإيطالية والدمج بين اللغة الشعبية، إلى مزيج محير من الرموز (لغات تشفير نشأت قبل الماسونية). رامبالدي أيضاً ابتدع علامات مائية مبكرة استخدمت فب وثائقه: العين المجردة، ترى فقط للضوء الأسود (أشعة فوق بنفسجية)، عرفت بـ «عين رامبالدي»، والتي ساعدت في التمييز بين أعمال رامبالدي الأصلية من الأعمال المزورة التي تمت بعد وفاته بسنوات. أوراقه المائية كلها تمت صناعتها يدوياً من نسيج فريد من البوليمر.
بالرغم من الطبيعة الطيبة لبورجا، إلا أن رامبالدي وأعماله لم تصبح مشهورة بسبب رئيس الشمامسة كلوديو فسبرتيني، الذي خشي من النتائج الثورية من وراء التكنولوجيا الموجودة في معتقدات رامبالدي: رامبالدي آمن بأن العلم سيؤهلنا يوماً لمعرفة الله. فسبرتيني عمد إلى مطاردة وتدمير ما طالته يداه من أعمال رامبالدي التي قد تجعله مذكوراً.
عندما توفي إسكندر السادس عام 1503، أصدر فسبرتيني أمراً بمسح اسم رامبالدي من كل النقوش بين عامي 1470 و 1496، معمله في روما تم تدميره بالكامل، رامبالدي نفسه حُرِّمَ كنسياً بداعي الهرطقة وتم إعدامه حرقاً. توفي رامبالدي في شتاء عام 1496، وحيداً دون أي وريث حي.
لم يمض وقت طويل على وفاته حتى اكتشف معمل ثان في سان لازارو، لكنه أيضا دمر على يد الفاتيكان. المخططات والرسومات بيعت بأرخص الأثمان في مزاد خاص. هذه المخططات تمت عملية تحديد أماكنها، بدءاً بالقرن الخامس عشر حتى يومنا هذا، في كل من إيطاليا، فرنسا، أوروبا الشرقية، والاتحاد السوفيتي السابق. خلال عهد الإمبراطورية الألمانية الثالثة، تم محاولة البحث المكثف عن وثائق تظهر تصاميمه ومخططاته. كان وقتها عندما ظهر اللقب «نوسترافينشي» بين حلقات المزاودين. تعليمات التصاميم لأغلب هذه الرسومات ما تزال غير واضحة إلى يومنا هذا، وهي التي ألهمت الكثير من المزورين، حتى أمثلة أولية للقرصنة الإلكترونية. ورغم ذلك بقيت «عين رامبالدي» هي الإثبات الوحيد على دقة وأصل أي من هذه الوثائق.
من الوثائق الأصلية التي ما تزال موجودة إلى يومنا هذا 22 وثيقة، بينما المزورات تصل إلى 102. الأعمال الأصلية غير منشورة بشكل رسمي، تبعاً لمنع دولي من نشر اسمه، إرثه الفاشستي وخصوصاً خفايا أعماله. هناك مؤامرة احتواء محتملة للتغطية على اختراعات كثيرة في هذا القرن، كما أن المعومات محفوظة بسرية تامة «بيدٍ حازمة» من المفوضية الثلاثية السرية.